# Rathfarnham Castle
Rathfarnham Castle (irisch Caisleán Rath Fearnáin) ist ein festes Haus aus dem 16. Jahrhundert in Rathfarnham im irischen County South Dublin.

## Geschichte

### Ursprünge

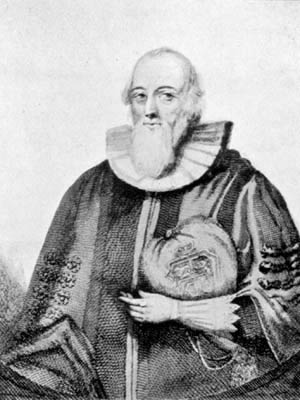
Adam Loftus

Eine frühere Burg wurde durch das heutige Gebäude auf Ländereien ersetzt, die von der Familie Eustace aus Baltinglass wegen ihrer Verwicklung in die zweite Desmond-Rebellion (1579–1583) konfisziert worden waren. Die Familie sprach irisch-gälisch und war ein Auszug der Verschmelzung gälischer und normannischer Traditionen, die die frühneuzeitliche irische Identität definiert, die der Ausdruck „irischer als die Iren selbst“ beschreibt. Die Geraldines verteidigten den Pale gegen die irischen Clans in den nahegelegenen Wicklow Mountains. Man denkt, dass die heutige Burg um 1583 im Auftrag des Erzbischofes Adam Loftus erbaut wurde. Das schwach befestigte und mit Zinnen versehene Gebäude wurde im 18. Jahrhundert umfassend umgebaut.
Die Burg bestand aus einem vierstöckigen Gebäude mit quadratischem Grundriss und hervorspringenden Türmen an jeder Ecke; die Mauern waren durchschnittlich 1,5 Meter dick. Im Erdgeschoss gibt es zwei Räume mit Gewölbedecken, die durch eine fast 3 Meter dicke Mauer geteilt werden, die sich auf die volle Höhe der Burg erstreckt. Auf derselben Ebene wie die Eingangshalle befinden sich die Empfangsräume aus dem 18. Jahrhundert und im Stockwerk darüber der frühere Ballsaal, der später in eine Kapelle umgebaut wurde.
Rathfarnham wurde als „waste village“ beschrieben, als Loftus es kaufte. Seine neue Burg war noch nicht lange fertig, als sie im Jahre 1600, im neunjährigen Krieg, einem Angriff der Clans von Wicklow trotzen musste.

### Bürgerkrieg
Erzbischof Loftus überließ die Burg seinem Sohn Dudley und 1616 fiel sie an seinen Sohn Adam. Als sie in Besitz von Adam war, wurde sie in der Rebellion von 1641 belagert. Sie konnte gegen die konföderierte Armee verteidigt werden, als das umliegende Land überrannt wurde. Dam Loftus widersetzte sich dem Waffenstillstandsvertrag, der die Kämpfe zwischen den irischen Konföderierten und den englischen Royalisten beenden sollte. In der Folge wurde auf Dublin Castle eingesperrt.
In den folgenden irischen Konföderationskriegen (1641–1653) wechselte die Burg mehrfach den Besitzer. Von 1641 bis 1647 beherbergte es eine Garnison der englischen Royalisten. 1647 übergab Ormonde, der Kommandeur der Royalisten in Irland, Dublin an das englische Parlament und parlamentaristische Truppen wurden dort bis 1649 stationiert, als wenige Tage vor der Schlacht von Rathmines die Burg von den Royalisten gestürmt und kampflos als Teil der Belagerung von Dublin eingenommen wurde. Aber nach dem Sieg in der Schlacht von Rathmines eroberten sie die Roundheads wieder zurück. Es wird auch berichtet, dass Oliver Cromwell hier während der Rückeroberung Irlands ein Konzil abgehalten hätte, bevor er nach Süden zog und Wexford belagerte. Adam Loftus, der unter Cromwell seine Burg und seine Ländereien zurückerhalten hatte, schlug sich auf die Seite der Parlamentaristen und fiel 1651 bei der Belagerung von Limerick.
Nach dem englischen Bürgerkrieg erlangte die Familie Loftus erneut den Besitz der Burg. 1659 übernahm Dr. Dudley Loftus, der Urenkel des Erzbischofs, die Burg. Im Laufe seines Lebens bekleidete Dudley Loftus die Posten eines Ertragskommissars, eines Richters am Gerichtshof der Admiralität, eines Kanzleigerichtsmeisters, eines Abgeordneten für Kildare & Wicklow im Protektoratsparlament und eines Parlamentsabgeordneten für Naas, Bannow und Fethard.
Seine sterblichen Überreste sind in der St.-Patricks-Kathedrale in Dublin beerdigt.

### 18. Jahrhundert

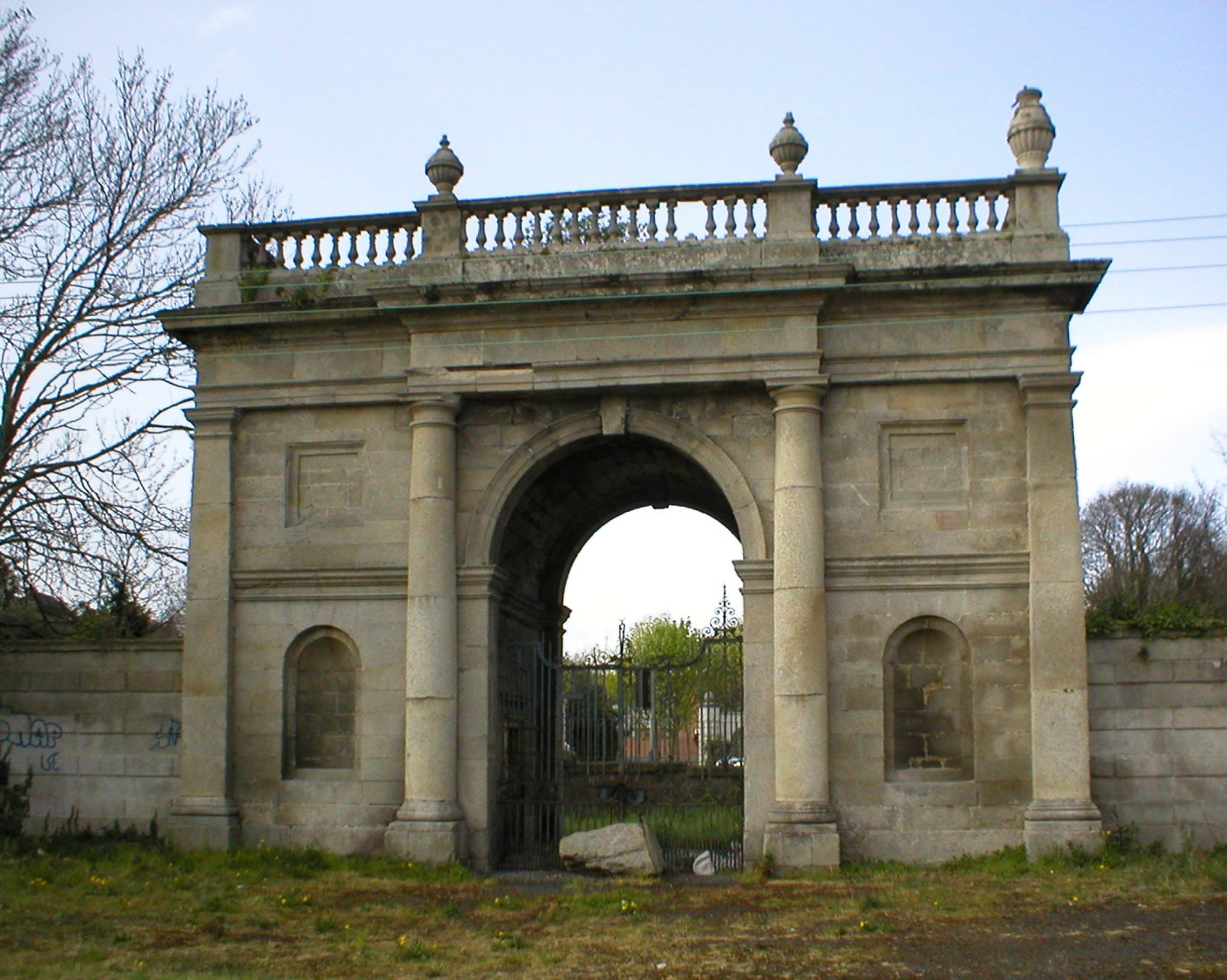
Dodder Lodge oder Ely's Arch

Das Anwesen fiel dann durch Heirat an Philip Wharton, 1. Duke of Wharton. Der junge Mann verlor sein Vermögen bei der Südseeblase und 1723 wurde die Burg für £ 62.000 an den Right Hon. William Conolly, Speaker des irischen House of Commons, verkauft. 1742 wurde es an Dr. John Hoadly, Erzbischof von Armagh und nach dessen Tod vier Jahre später fiel es an seinen Schwiegersohn, Bellingham Boyle. 1767 verkaufte Boyle das Anwesen an Nicholas Hume-Loftus, 2. Earl of Ely, einen Nachfahren von Adam Loftus, dem Erbauer der Burg.

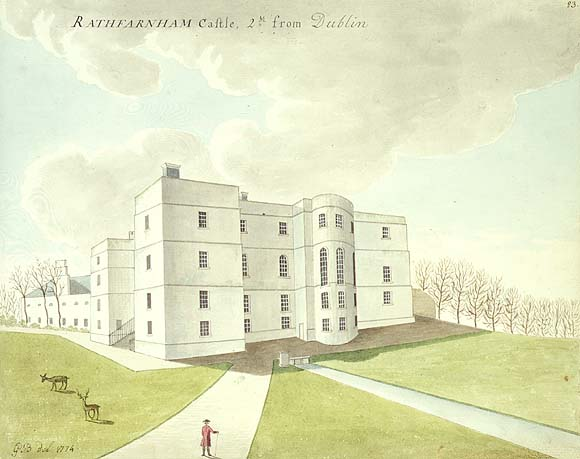
Die Burg 1774

Nicholas Hume-Loftus starb einige Jahre später, vermutlich in indirekte Folge der großen Entbehrungen, die er in seiner Jugend erleiden musste, und das Anwesen fiel an seinen Onkel, Hon. Henry Loftus, der 1771 zum Earl of Ely erhoben wurde. Als Erinnerung an die Wiedererlangung des Besitzes ließ die Familie Loftus einen neuen Eingang zur Burg in Form eines römischen Triumphbogens bauen. Diesen Bogen kann man heute noch von der nahegelegenen Dodder Park Road aus sehen. Henry Loftus war der Hauptverantwortliche für den Umbau der mittelalterlichen Festung in ein georgianisches Herrenhaus; er beauftragte die namhaften Architekten Sir William Chambers und James „Athenian“ Stuart mit der Ausführung dieser Arbeiten. Die gekuppelten Fenster wurden vergrößert und die Zinnen durch Mauerkappen mit Schmuckurnen ersetzt. Ein halbrunder Anbau wurde im Osten angefügt und eine Eingangsvorhalle mit Treppe im Norden. Die Innenräume wurden entsprechend dem damaligen Zeitgeschmack von führenden Künstlern, z. B. Angelika Kauffmann, umgestaltet. Zeitgenössische Autoren, die das Haus besuchten, haben extravagante Beschreibungen seiner Pracht hinterlassen.
Henry Loftus starb 1783 und sein Neffe, Charles Tottenham, folgte ihm nach. Dieser wurde schließlich Marquess of Ely als Belohnung für seine Wahl in der Zeit der irischen Union.

### 19. und 20. Jahrhundert
1812 verpachtete die Familie das Anwesen an die Ropers und verbrachte ihren wertvollen Besitz in die Loftus Hall in Wexford. Das Anwesen und die Burg wurden dann für die Milchwirtschaft genutzt und verfielen. Ein zeitgenössischer Bericht von 1838 erwähnt Folgendes:

„Wenn man den Dodder über eine Furt überquert und entlang seinem Südufer Richtung Rathfarnham geht, lädt eine glänzende Toreinfahrt zur Linken, die zum Besten ihrer Art in Irland zählt, den Touristen, das einst wunderschöne Anwesen von Rathfarnham zu ergründen, aber es ist jetzt beredterweise Müll, die welligen Hügel sind mit wilden Ranken bedeckt, das Flüsschen träge und verkrautet, die Wege kaum noch auszumachen, die Eishäuser offen für die neugierige Sonne, der Fischweiher voller Binsen, während die zerbröckelnde Architektur der Burg und das Bröckeln, unansehnliche Büros in der unmittelbaren Nachbarschaft (...). Die Burg, bisher die Heimstatt der Familie Loftus und immer noch in Besitz des Marquis of Ely, ist aber gegen geringe Miete an Mr Conolly verpachtet und eine ausgedehnte Anlage (...) Die große Halle erreicht man über eine Terrasse durch eine Vorhalle mit acht dorischen Säulen, die eine Kuppel tragen, die mit Frescos von Tierkreiszeichen und anderen Dingen bemalt ist. Dieser Raum war mit antiken und modernen Büsten geschmückt, die auf Sockeln aus buntem Marmor standen, und besitzt drei Buntglasfenster, eins von ihnen mit einem Wappenschild der Familie Loftus verziert und schön ausgeführten Teilungen. Etliche weitere Räume zeigten bemerkenswerten Glanz und enthielten bis vor Kurzem zahlreiche Familienporträts und eine wertvolle Gemäldesammlung alter Meister. Aber, wenn man weiß, dass dieses Gebäude seit Jahren als öffentliche Milchstation genutzt wird und das 1,2 km² große Anwesen entsprechend umgestaltet wurde, [kann man sich denken], dass unter diesen geänderten Umständen einige Schäden entstanden sein müssen.“

1852 kaufte der Lordkanzler, Francis Blackburne, die Burg und seine Familie lebte hier drei Generationen lang. Die Bauträger Bailey & Gibson erwarben die Rathfarnham Castle 1912 und teilten das Anwesen auf. Der östliche Teil wurde zum Castle Golf Club, die Burg und den südwestlichen Teil kaufte 1913 der Jesuitenorden und auf dem nordwestlichen Teil entstand Wohnbebauung.
Die Jesuiten sind ein Orden, der für seine Erziehungsaufgaben bekannt ist, und einer der Jesuiten, Father O'Leary S.J., baute einen Seismographen. Mit dieser Maschine konnte man Erdstöße und Erdbeben überall auf der Welt entdecken und eine Zeitlang wurde Rathfarnham Castle zur Quelle von Informationen über Erdbeben für die nationalen Medien.
Nördlich der Burg befand sich eine lange Kammer mit gewölbter Decke, die Cromwell’s Court oder Cromwell’s Fort genannt wurde. Dieses war offensichtlich eine Scheune oder ein Lagerhaus, das als Teil des Burgbauernhofes errichtet worden war; es hatte enge Schießscharten in seinen 1,5 Meter dicken Mauern. 1922 wurde diese Gebäude in ein neues Rückzugshaus, dessen Erdgeschoss es bildete, integriert und sein äußerlich sichtbarer Charakter durch das Aufbringen eines einheitlichen Zementputzes verborgen.
Nicht weit entfernt vom Haus des Golfclubs gab es einen attraktiven, kleinen Tempel aus Steinen und Ziegeln, ein weiteres Relikt aus der Zeit Lord Elys. Auch wenn er in schlechtem Erhaltungszustand war, hätte er wohl diesem Teil des Anwesens einigen Charme verliehen, wenn er instand gesetzt worden wäre. Leider wurde er nach einer Entscheidung des Komitees 1979 abgerissen.
1986 verkauften die Jesuiten Rathfarnham Castle, entfernten aber vor ihrem Auszug die Buntglasfenster, die von den berühmten Harry-Clarke-Studios hergestellt worden waren, aus der Kapelle und spendeten sie für die katholische Kirche in Tullamore, die 1983 abgebrannt war. Die anderen Fenster schenkte man dem Marienhospital in Harold's Cross und dem Kinderkrankenhaus in der Temple Street in Dublin.

## Erhaltung
Die Burg wurde 1985 an Delaware Properties verkauft und man befürchtete, dass es dem Abriss anheimfallen würde. Nach ungeheurem öffentlichen Druck, das Gebäude zu retten, kaufte es 1987 der Staat und erklärte es zum National Monument. Ab 2011 ließ das Office of Public Works in der gesamten Burg ausgedehnte Renovierungsarbeiten durchführen. Die Burg wird heute für Ausstellungen und Kulturveranstaltungen genutzt.